# 暗褐薹草
暗褐薹草（学名：Carex atrofusca）是莎草科薹草属的植物。分布在欧洲、美洲等地，生长于海拔2,600米至5,200米的地区。

## 亚种
- 黑褐穗薹草（学名：Carex atrofusca subsp. minor）为莎草科薹草属暗褐薹草的亚种。分布于尼泊尔、中亚地区、克什米尔地区、不丹以及中国大陆的甘肃、西藏、云南西北部、四川西部、新疆、青海等地，生长于海拔2,200米至4,600米的地区，多生在高山灌丛草甸、流石滩下部及杂木林下。